# Notoplax gabrieli
Notoplax gabrieli är en blötdjursart som först beskrevs av Edwin Ashby 1922.  Notoplax gabrieli ingår i släktet Notoplax och familjen Acanthochitonidae. Inga underarter finns listade i Catalogue of Life.